# Antysemickie zamieszki na Kaukazie Północnym
Antysemickie zamieszki na Kaukazie Północnym – antysemickie zamieszki będące reakcją na wojnę Izraela z Hamasem, jakie miały miejsce w Dagestanie, Karaczajo-Czerkiesji i Kabardo-Bałkarii w październiku 2023 roku.

## Tło
W republikach Federacji Rosyjskiej znajdujących się na Kaukazie Północnym większość mieszkańców stanowią muzułmanie (w Dagestanie żyje znaczna mniejszość salaficka). Niepokoje społeczne na Kaukazie Północnym miały miejsce w 2022 roku w związku z mobilizacją w czasie inwazji Rosji na Ukrainę; w Dagestanie doszło do starć pomiędzy rosyjską policją a przeciwnikami mobilizacji. W październiku 2023 roku rozpoczęła się wojna Izraela z Hamasem. Mieszkańcy Kaukazu Północnego jako muzułmanie poparli w większości stronę palestyńską. W konflikcie Palestynę poparł również przywódca Czeczenii Ramzan Kadyrow; narracje propalestyńską i antysemicką propagowały również rosyjska media, twierdząc, że walczący z Palestyną Izrael jest jedynie narzędziem Stanów Zjednoczonych.

## Wydarzenia
28 października 2023 w dagestańskim Chasawiurcie protestujący zebrali się przed miejscowym hotelem, w związku z pogłoskami, że mieli w nim przebywać obywatele Izraela. Protestujący krzyczeli Allahu Akbar i obrzucili hotel kamieniami; po przybyciu policji weszli do hotelu, aby sprawdzić czy jest wolny od Żydów, zaś dyrekcja hotelu wywiesiła informację, że w hotelu nie przebywają Żydzi i mają do niego zakaz wstępu. Tego samego dnia miał miejsce antysemicki protest w Czerkiesku.
29 października 2023 roku doszło do protestu w porcie lotniczym w Machaczkale. Ponad 1000 protestujących zebrało się na lotnisku w związku z przylotem samolotu z Tel Awiwu. Protestujący wtargnęli na pas startowy lotniska, mieli ze sobą palestyńskie flagi i skandowali hasła nawołujące do zabijania Żydów. Protestujący próbowali dostać się do samolotu; zatrzymywali również samochody i autobusy znajdujące się w pobliżu lotniska, aby sprawdzić, czy nie ma w nich Żydów. Doszło do starć pomiędzy policją a protestującymi, kilka osób zostało ciężko rannych, budynki znajdujące się na lotnisku zostały uszkodzone. Łącznie w wyniku starć zatrzymano 83 osoby. Żaden z pasażerów lotu z Tel Awiwu nie ucierpiał. Przejęcie lotniska w Machaczkale przez protestujących było pierwszym od czasu wojny czeczeńskiej wydarzeniem, w wyniku którego władze rosyjskie utraciły czasowo kontrolę nad lotniskiem w dużym mieście.
W Nalczyku protestujący podpalili żydowski ośrodek kultury, zaś w Czerkiesku przed budynkiem administracji regionalnej odbył się wiec, którego uczestnicy skandowali hasła namawiające do wysiedlenia wszystkich Żydów z Karaczajo-Czerkiesji.